# Cyanella orchidiformis
Cyanella orchidiformis är en enhjärtbladig växtart som beskrevs av Nikolaus Joseph von Jacquin. Cyanella orchidiformis ingår i släktet Cyanella och familjen Tecophilaeaceae. Inga underarter finns listade i Catalogue of Life.